# Gunnar Larsson (längdskidåkare född 1944)
Gunnar "Hulån" Larsson, född 1 juli 1944, är en svensk före detta längdåkare från Hulån, Dala-Järna, Vansbro kommun, vars största meriter är att han vann en bronsmedalj på 15 kilometer längdåkning och ett silver i stafetten vid OS 1968 i Grenoble. Han är far till skidåkaren Mats Larsson.
Larssons moderklubb var Hulåns IF. Hans första större framgång var när han 1964 vann 10 kilometer för yngre juniorer vid junior-SM. Samma år kom han att börja tävla med landslaget. 1967 vann han nordamerikanska mästerskapen.
Förutom silvret och bronset vid OS 1968 blev han åtta på 30 kilometer och sexa på 50 kilometer. Vid OS 1972 i Sapporo  blev han fyra på 30 kilometer, åtta på 15 kilometer, tjugonde på 50 kilometer samt deltog i stafettlaget som blev fyra.
Han blev svensk mästare på 30 kilometer 1969 och på 15 kilometer 1971.

### Fotnoter
1. ↑  Espen Schröder (5 maj 2011). ”OS och VM medaljören Mats Larsson avslutar sin skidkarriär”. Längd. Arkiverad från originalet den 3 december 2013. https://web.archive.org/web/20131203194704/http://www.langd.se/os-och-vm-medaljoren-mats-larsson-avslutar-sin-skidkarriar.4916809-86106.html. Läst 1 december 2013.
2. ↑  ”Längd herrar”. Svenska Skidförbundet. Arkiverad från originalet den 9 mars 2015. https://web.archive.org/web/20150309083750/http://www.skidor.com/Foljoss/Historikochstatistik/Svenskamastare/Langdherrar/. Läst 1 december 2013.